# 那遜綽克圖

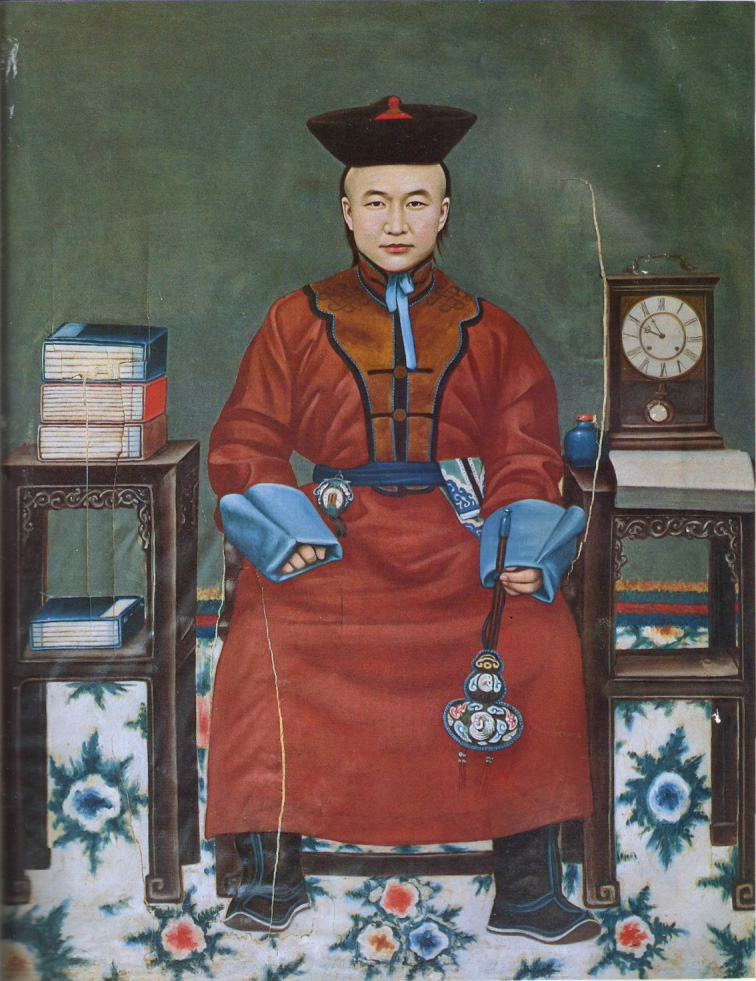
索诺木策伦（Сономцэрэн）绘，土谢图汗那遜綽克圖画像，20世纪初

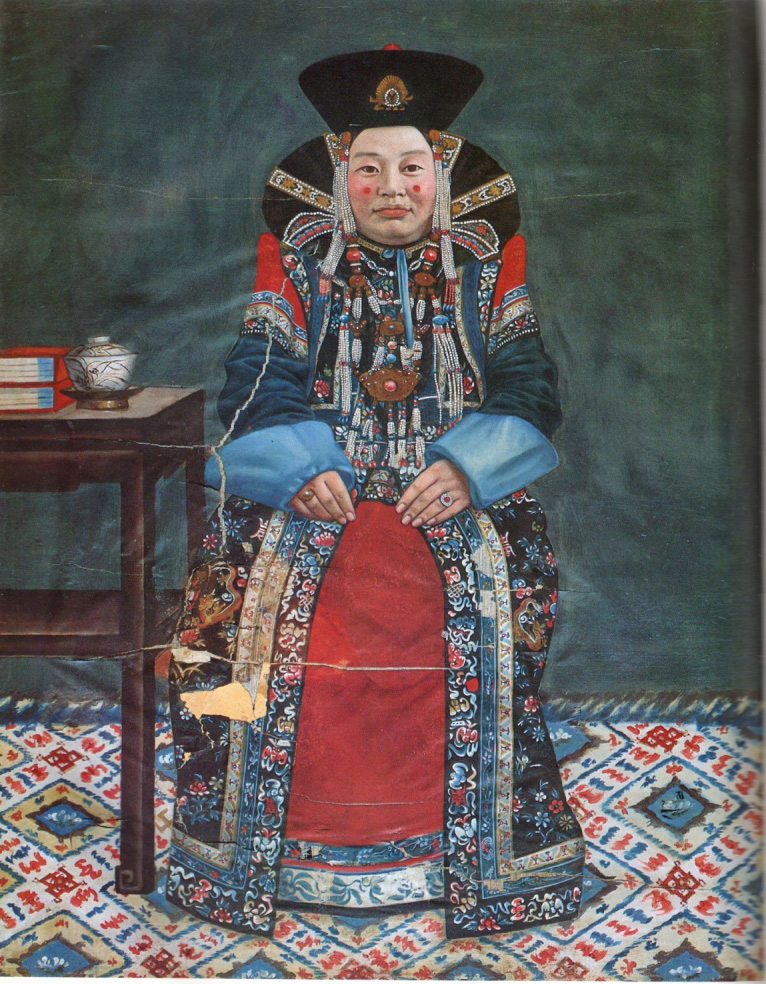
索诺木策伦（Сономцэрэн）绘，土谢图汗那遜綽克圖之福晋的画像，20世纪初

那遜綽克圖（19世纪—1900年），蒙古族，博爾濟吉特氏，喀尔喀土谢图汗部人，土谢图汗。曾任库伦幫辦大臣（即蒙古办事大臣）。

## 生平
那遜綽克圖是土谢图汗車林多爾濟之子。同治二年（1863年），那遜綽克圖袭爵为土谢图汗。
光緒五年五月（1879年），光绪帝予捐輸銀兩的土謝圖汗那遜綽克圖等人獎赏。光緒九年九月（1883年），喜昌奏飭土谢圖汗部未受災各旗暫行幫臺。不久，庫倫辦事大臣那木濟勒端多布被免职，以土謝圖汗那遜綽克圖出任庫倫辦事大臣。光绪二十三年六月（1897年），辦事大臣連順奏哲布尊丹巴呼圖克圖同蒙古辦事大臣土谢圖汗那遜綽克圖兩不相能，請革去那遜綽克圖的辦事大臣职务，諭從之，且飭此后出现此类事件，需要妥為斟酌，不要聽哲布尊丹巴呼圖克圖的一面之词。上谕以土盟中旗貝子朋楚克車林為庫倫辦事大臣，接替那遜綽克圖。
光绪二十六年（1900年），那遜綽克圖逝世。其子色囊依勒多爾濟袭土谢图汗爵位。